# イタチハギ
イタチハギ（鼬萩、学名: Amorpha fruticosa）は、北アメリカ原産のマメ亜科イタチハギ属の落葉低木の一種。別名「クロバナエンジュ」。道路法面に植えられ、河原などに野生化している。

## 分布
北アメリカ（カナダの一部とアメリカ）、メキシコを原産地とする。
アメリカ西部、イタリア、日本などに移入分布する。

## 特徴

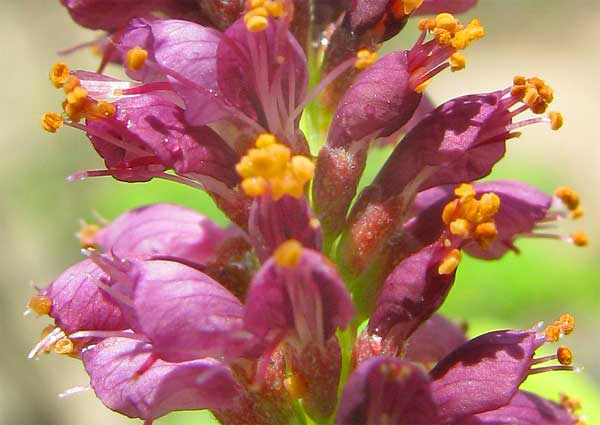
花序

樹木の高さは1 - 5メートル (m) ほど。樹皮は灰褐色であまり裂けず、皮目が多く、よく目につく。若木の樹皮は緑色を帯びる。一年枝は褐色で短毛があり、枝先は枯れることが多い。葉は互生で、奇数羽状複葉。
花期は4 - 7月で、長さ6 - 20センチメートル (cm) の黒紫色をした穂状花序をつける。両性花で、果実の大きさは約1 cm。豆果は裂開せず、いぼ状の突起があり、莢の中に種子が1個入る。冬でも枯れた果序や豆果がよく残る。冬芽は鱗芽で互生し、卵形でときに柄があり、下に副芽をつけ枝に伏せるように生える。葉痕は半円形で、維管束痕が3個つく。
道端、河川敷、荒地、海岸など幅広い環境に生育する。高温や乾燥に強い。
根の土壌固定力が強く、マメ科特有の窒素固定による肥料木としても有用であるため、法面緑化に利用されている。

## 外来種問題
日本には韓国から1912年に初めて導入され、1940年代以降、緑化や観賞用として本格的に輸入された。日本各地に野生化している。
霧ヶ峰や白山といった自然度の高い地域で、在来種の植物の生育を阻害したり、景観を損なうなどの問題を起こしている。
また、日本に導入されたイタチハギの種子から同じく北アメリカ原産のイタチハギマメゾウムシが確認されており、本種の導入がさらに別の生態学的に関連のある外来種の定着を促進してしまっている。
日本生態学会では、これらの侵略性を考慮してイタチハギを日本の侵略的外来種ワースト100に選定している。しかしその一方で、本種は緑化樹木として経済的に有用であるがゆえに、外来生物法では「別途総合的な取り組みを進める外来生物」とされて要注意外来生物の指定にとどまっており、特定外来生物のような導入や栽培への規制が行われていない。